# Rune Kjellander
Rune Henrik Johan (G:son) Kjellander, född 2 augusti 1920  i Finnerödja församling i Skaraborgs län, död 19 november 2018 i Värmdö distrikt, var en svensk personhistoriker med mångårigt medarbetarskap i Svenskt biografiskt lexikon med flera lexika och museala årsskrifter. Han var redaktör för kyrkliga, genealogiska och militära skrifter. Kjellander är begravd på Värmdö kyrkogård.